# Squale
Squale è una azienda svizzera fondata nel 1946 da Charles von Büren, specializzata nella produzione di orologi subacquei professionali. Oggi Squale è di proprietà della famiglia Maggi, che sono stati amici di famiglia e distributori per l'Italia dei von Büren.

## Nome e logo
"Squale" è francese per "squalo". Il "von" presente sul logo è, invece, un riferimento alla famiglia von Büren ed al nome originario dell'azienda: von Büren S.A..

## Storia
Squale venne fondata da Charles von Büren a Neuchâtel, Svizzera, nel 1946, sotto il nome von Büren S.A., lavorando in un primo momento come produttore e fornitore di casse d'orologio e componentistica per altri marchi. Risale a questo periodo l'abitudine di applicare il simbolo "Squale" sul quadrante per indicare l'origine separata della cassa e come garanzia delle sue qualità subacquee.
A partire dagli anni 1950, von Büren S.A. cominciò a produrre una propria gamma di orologi subacquei professionali sotto il nome Squale. Questi erano inizialmente venduti solamente in negozi specializzati in attrezzatura subacquea.
Nel corso degli anni 1960 e 1970, Squale fu fornitore dei seguenti marchi: Altanus Genève, Arlon, Potens Prima, Prima Flic, Jean Perret Geneva, Ocean Diver/Blandford, Deman Watch, Margi, Berio, Eagle Star Genève, Aqua Lung International, Wertex, Carlson Tavernier Geneva e Sinn. Casse progettate per una resistenza di 50atm di pressione e con la corona ad "ore 4pm" vennero, inoltre, vendute ai marchi: Airin, Dodane, Blancpain, TAG Heuer, Doxa, Zeno ed Auricoste. Squale fu anche fornitore, nello stesso periodo, del corpo paracadutisti Folgore dell'Aeronautica Militare italiana e dei sommozzatori della Marina Militare italiana.
A seguito della crisi del quarzo, Squale interruppe la produzione di orologi meccanici nel 1989 per spostare la produzione sui nuovi modelli al quarzo. Come molti altri produttori d'orologi del periodo, anche Squale cominciò lentamente a perdere parte del suo mercato internazionale.
Negli stessi anni il fondatore, Charles von Büren, si ritirò, e lasciò che la compagnia venisse acquistata dalla famiglia Maggi, con i quali era in rapporti d'amicizia di lunga data e che facevano da distributori del marchio in Italia.
Il brand venne rilanciato con successo nel 2005, con un ritorno ai modelli meccanici e con sede a Milano. La produzione degli orologi ha luogo a Grenchen nel Canton Soletta in Svizzera.

## Collaborazioni
Tra le collaborazioni più importanti di Squale risalta quella con i pluricampioni apneisti Enzo Maiorca e Jacques Mayol, la cui rivalità ispirò il film Le Grand Bleu di Luc Besson del 1988.
Dal 2016 la compagnia collabora con la Polizia di Stato italiana per la fornitura dei propri segnatempo alle unità sommozzatori.
Squale è sponsor dell'apneista Vincenzo Ferri.
Recentemente l’azienda è tornata ad avere sede in Svizzera, a Chiasso, mentre la sede di Milano è stata progressivamente chiusa.